# Thomas F. Wilson
Thomas Francis Wilson Jr. (Philadelphia, 1959. április 15. –) amerikai színész, humorista, zenész, podcaster és YouTuber. Leginkább Biff Tannen, Griff Tannen és Buford "Veszett Kutya" Tannen szerepéről ismert a Vissza a jövőbe filmtrilógiában (1985-1990). Ő játszotta Ben Fredricks edzőt a Különcök és stréberek című vígjátéksorozatban (1999-2000), valamint több szereplőt is megszólaltatott a Nickelodeon SpongyaBob Kockanadrág című animációs sorozatában.

## Élete
Thomas Francis Wilson Jr. 1959. április 15-én született Philadelphiában, és a közeli Wayne-ben nőtt fel. A Radnor High Schoolba járt, közben színművészeti előadásokon is részt vett, a vitacsapat elnöke volt (ahol partnere a The New York Times későbbi rovatvezetője, David Brooks volt), tubázott a gimnáziumi zenekarban, és az iskolai zenekar fődobosa volt. Az Arizonai Állami Egyetemen nemzetközi politikát tanult, majd a New York-i Amerikai Színművészeti Akadémiára járt. 1979-ben humoristaként megszerezte első jelentős színpadi élményét.

## Magánélete
Wilson 1985. július 6-án vette feleségül Caroline Thomast. Négy közös gyermekük van.
Wilson hívő katolikus, és 2000-ben kiadott egy kortárs keresztény albumot In the Name of the Father címmel. Szabadidejében festőként is tevékenykedik, és számos festménye klasszikus gyermekjátékokat ábrázol. 2006-ban beválasztották a Disneylandben megrendezett California Featured Artist Series rendezvénysorozatba.
A Vissza a jövőbe-sorozat népszerűségének növekedésével sokan kezdtek kérdéseket feltenni Wilsonnak a filmek készítésével kapcsolatos tapasztalatairól. A kérdések ismétlődő jellegét egyszerre találta viccesnek és frusztrálónak, és írt róluk egy dalt "Biff's Question Song" címmel, amelyet a stand-up műsorába is belevett.

## Filmográfia
- Knight Rider (1984)
- Vissza a jövőbe (1985)
- Magánháború (1986)
- Jackson, a vadállat (1988)
- Vissza a jövőbe II. (1989)
- Vissza a jövőbe III. (1990)
- Back to the Future (1991-1992)
- Boris és Natasa (1992)
- A vér kötelez (1993)
- Batman (1993)
- Seholsincs csapat (1994)
- Én és a gorillám (1995)
- Gargoyles (1995-1996)
- Get Serious: Seven Deadly Sins (1995-1996)
- Superman (1996)
- Sabrina, a tiniboszorkány (1996)
- Gargoyles: The Goliath Chronicles (1996-1997)
- Lois és Clark: Superman legújabb kalandjai (1997)
- Fránya macska (1997)
- Jaj, a szörnyek! (1997)
- Fired Up (1997-1998)
- 101 kiskutya (1997-1998)
- Bunkó és a Vész (1998)
- Men in White - Tiszta zsaruk (1998)
- Hódító hódok (1998)
- Maggie (1998)
- Timon és Pumbaa (1999)
- Különcök és stréberek (1999-2000)
- Nash Bridges - Trükkös hekus (2001)
- SpongyaBob Kockanadrág (2001-2021)
- Kémcsajok (2002)
- Játszd újra, Joel! (2002-2003)
- Atlantisz 2. – Milo visszatér (2003)
- Két pasi – meg egy kicsi (2003-2006)
- Spongyabob – A mozifilm (2004)
- Szívem csücskei (2006)
- Botcsinálta ellenőr (2006)
- Döglött akták (2006)
- Szupersuli (2006)
- Bagoly mondja (2006-2007)
- Szellemekkel suttogó (2006-2008)
- Doktor House (2007)
- Jogi játszmák (2007)
- Dr. Csont (2008)
- Vissza a farmra (2008)
- A Pókember legújabb kalandjai (2008-2009)
- Batman: A bátor és a vakmerő (2008-2009)
- Az informátor! (2009)
- Psych – Dilis detektívek (2009)
- Family Guy (2009)
- Lepattant a fater, zúzzuk le a kecót! (2010)
- Kalandra fel! (2010)
- Hármastársak (2010-2011)
- Sheen bolygója (2011)
- Melissa & Joey (2011)
- Franklin és Bash (2011-2012)
- Atlasz megremegett 2: A csapás (2012)
- Sárkányok: A Hibbant-sziget harcosai (2012-2013)
- A zöld urai (2013)
- Női szervek (2013)
- Tom és Jerry: Az óriás kaland (2013)
- Spongyabob – Ki a vízből! (2015)
- Dragons: Race to the Edge (2015-2016)
- Pig Goat Banana Cricket (2015-2017)
- A farm (2016)
- Rocksuli (2016)
- Trollvadászok (2016-2018)
- A munka hősei (2017)
- Mozaik (2017-2018)
- A holnap legendái (2018-2019)
- 3Below: Tales of Arcadia (2018-2019)
- Varázslók: Arcadia meséi (2020)
- NCIS - Tengerészeti helyszínelők (2020)